# Adolph Eitel von Nordeck zur Rabenau

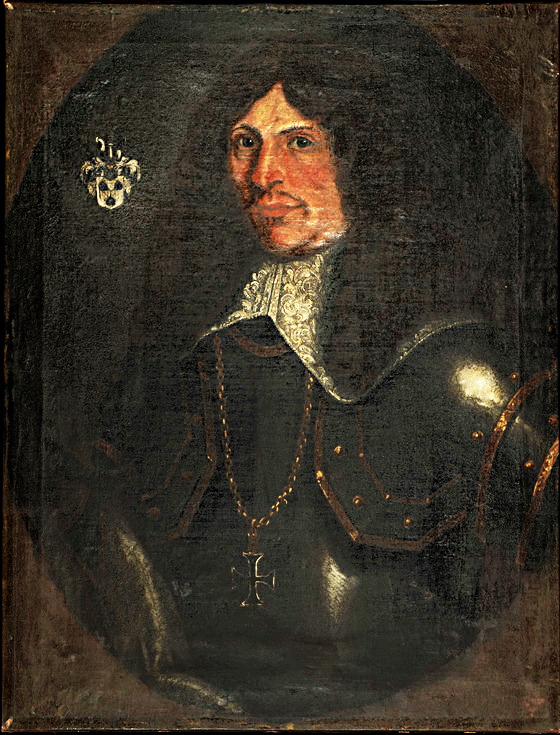
Adolph Eitel von Nordeck zur Rabenau als Landkomtur, Gemälde 19. Jahrhundert

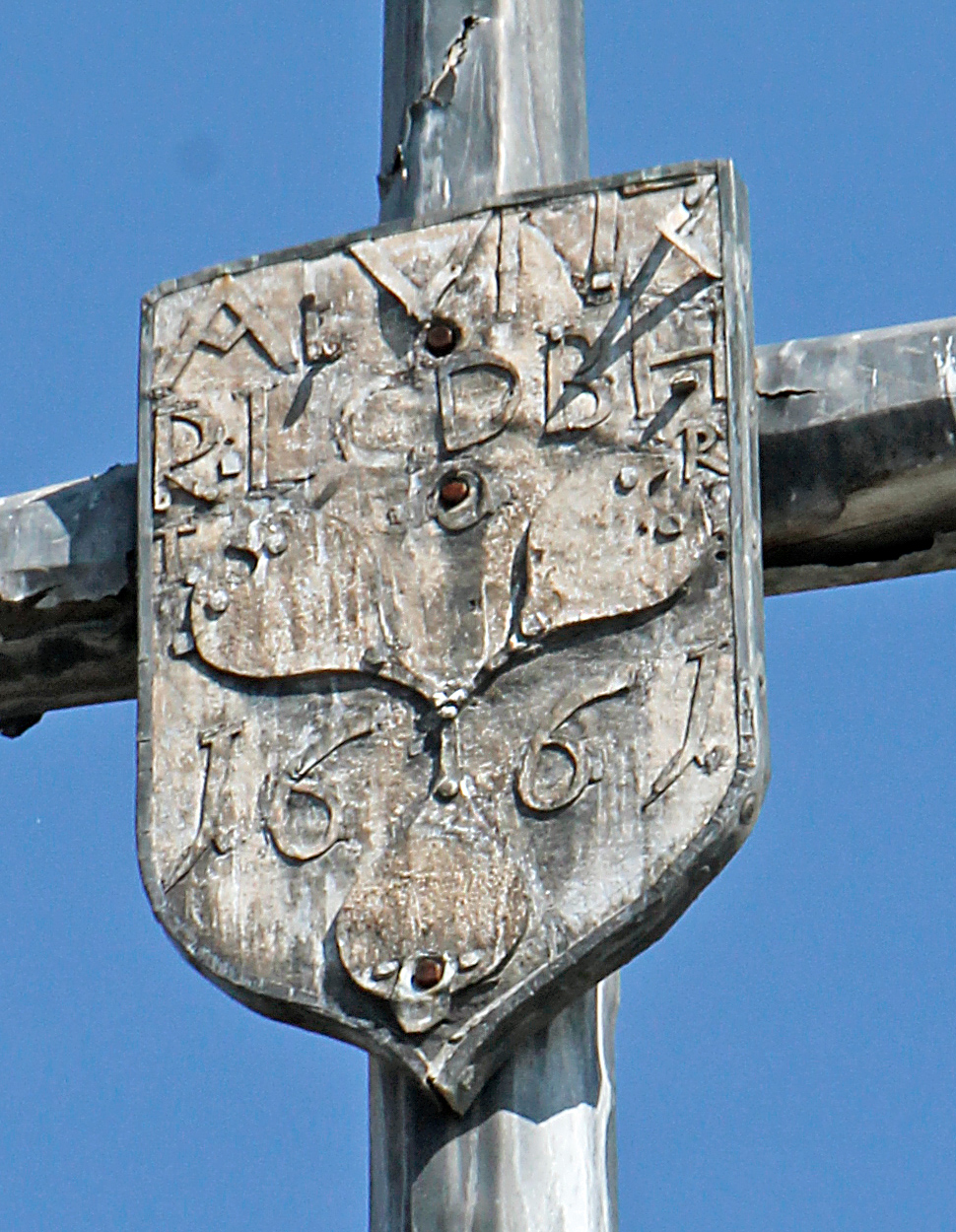
Wappenschild des Landkomturs Adolph Eitel von Nordeck zur Rabenau (bez. 1661) auf dem Dachkreuz des Südchors der Elisabethkirche in Marburg

Adolph Eitel von Nordeck zur Rabenau (* 19. November 1614; † 19. Aprilgreg./9. Apriljul. 1667 im Kloster Schiffenberg) war von 1652 bis 1667 ein katholischer Landkomtur der Ballei Hessen des Deutschen Ordens und Komtur zu Marburg und Schiffenberg.

## Familie
Adolph Eitel von Nordeck zur Rabenau stammte aus einer lutherischen Familie aus dem Geschlecht Nordeck zur Rabenau, deren namensgebende Burg Rabenau in Londorf bei Gießen liegt. Sein Vater war Johann Rupert von Nordeck zur Rabenau (1576–1623).

## Leben
Nach dem Tod seines Vaters 1623 gab ihn seine Mutter als Pagen an den Hof des Fürstabts Johann Bernhard Schenk zu Schweinsberg nach Fulda, wo er mit Hilfe eines päpstlichen Stipendiums bei den Jesuiten ausgebildet wurde. Vermutlich hat er seinen Konfessionswechsel zum katholischen Glauben dort oder bereits im Vorfeld vollzogen. Aufgrund der kriegerischen Ereignisse des Dreißigjährigen Krieges kehrte er 1631 zu seiner Mutter zurück.
Im Zuge der Rekatholisierungspolitik des 1627 zum Hochmeister gewählten und gegenreformatorisch eingestellten Johann Kaspar von Stadion wurden in der Marburger Kommende wieder katholische Ritterbrüder aufgenommen. Er sorgte dafür, dass nach dem Tod des lutherischen Landkomturs Johann Fuchs 1631 der zum katholischen Glauben konvertierte Ritterbruder Konrad Kloß († 1638) neuer Landkomtur in Marburg wurde. Dieser nahm wenige Monate vor seinem Tod 1638 Adolph Eitel von Nordeck zur Rabenau zur Probe auf und übertrug ihm nach kurzer Zeit die Marburger Trappenei. Nordecks offizielle Aufnahme in den Deutschen Orden fand 1640 in Mergentheim statt. 1641 bestellte ihn der lutherische Landkomtur der Marburger Kommende Georg Daniel von Habel zum Komtur der Ordensniederlassung auf dem Schiffenberg bei Gießen. Nach Habels Tod 1652 übernahm Adolph Eitel von Nordeck zur Rabenau als Katholik von ihm das Amt des Landkomturs. Er führte die Landkommende zunächst für mehrere Jahre von Schiffenberg aus bevor er in das Deutsche Haus nach Marburg wechselte.
Nordecks Amtszeiten waren geprägt von dem in den 1640er Jahren in Hessen heftig wütenden Krieg und der schwierigen wirtschaftlichen Lage nach dessen Ende 1648, andererseits von konfessionellen Streitigkeiten sowohl mit den hessischen Landgrafen in Darmstadt und Kassel als auch innerhalb des Ordens selbst.
In seiner Funktion als Landkomtur ließ Adolph Eitel von Nordeck zur Rabenau von 1660 bis 1664 das Dach der Elisabethkirche erneuern und ändern. Dabei wurde das Dach im Bereich der Chöre, der Vierung, des Dachreiters und der Gauben über den Seitenschiffen, deren Anzahl von fünf auf drei auf jeder Seite verkleinert wurde, grundlegend geändert und die Bleibedachung durch eine Schieferdeckung ersetzt. Und er ließ sein Wappenschild auf dem Dachkreuz des Südchors für alle deutlich sichtbar anbringen. Diese Dachreparatur war sogar ein einträgliches Geschäft für den Deutschen Orden, da der Verkauf des Bleis mit 5451 Reichstalern fast doppelt so viel einbrachte wie alle Ausgaben für die Baumaßnahmen, die nur 2840 Reichstaler ausmachten.
Nach seinem Tod im Alter von 52 Jahren am 19. April 1667 auf dem Schiffenberg wurde sein Leichnam nach Marburg überführt und dort Mitte Juni in der Elisabethkirche feierlich beerdigt mit einem seinem protestantischen Umfeld entsprechenden Ritual mit Leichenzug und Leichenpredigt. An seiner Beerdigung nahmen nicht nur die Mitglieder und Bediensteten des Deutschen Ordens und Verwandte, sondern auch die ortsansässigen Vertreter des Landgrafen, die Spitzen der Universität und der Stadt Marburg sowie zahlreiche Bürger teil. Der Leichenzug und der Leichenschmaus wurden bildlich festgehalten auf einem 4,27 m langen und 17 cm hohen Aquarell, das durch Ludwig Bickell erhalten geblieben ist.
Nordecks Nachfolger als Landkomtur wurde der Lutheraner Philipp Leopold von Neuhoff († 1670). 1680/81 vereinbarten Landgraf Karl von Hessen-Kassel und der Hochmeister Johann Caspar von Ampringen die Trikonfessionalität der Ballei Hessen. Der Vertrag sah vor, dass in der Ballei gleichviele Lutheraner und Calvinisten sowie ein Katholik leben sollten und das Amt des Landkomturs zwischen den drei Bekenntnissen wechseln sollte. Diese Regelung blieb bis zur Aufhebung der Ballei 1809 in Kraft. Die Elisabethkirche selbst blieb lutherisch.